# Almaz Ayana
Almaz Ayana Eba (Benisciangul-Gumus, 21 novembre 1991) è una maratoneta e mezzofondista etiope.
È stata campionessa olimpica e mondiale dei 10000 metri piani, specialità di cui ha detenuto fino al giugno 2021 il record mondiale con il tempo di 29'17"45, corso a Rio de Janeiro il 12 agosto 2016. In carriera è stata anche campionessa mondiale dei 5000 metri piani a Pechino 2015.

## Biografia
Esordisce ai Campionati del mondo juniores di atletica leggera del 2010 a Moncton, in Canada, nella prova dei 3000 siepi arrivando quinta con il tempo di 9'48"08.
Il 27 agosto 2010 nel corso del Memorial Van Damme stabilisce il nuovo record mondiale under 20 nei 3000 siepi con il tempo di 9'22"51.
Successivamente abbandona i 3000 siepi e passa alle gare su pista di lunga distanza.
Il 17 agosto 2013 conquista la medaglia di bronzo sui 5000 m piani ai Mondiali di Mosca 2013 vinti dalla connazionale Meseret Defar.
L'11 agosto 2014 vince la medaglia d'oro sui 5000 m piani ai Campionati africani di atletica leggera, precedendo la connazionale (e favorita) Genzebe Dibaba, con il tempo di 15'32"72 stabilendo il record dei campionati.
Si è poi laureata campionessa mondiale sui 5000 m piani nel 2015 a Pechino. Detiene la terza prestazione mondiale di tutti i tempi sulla distanza, stabilita il 2 giugno 2016 a Roma, con il tempo di 14'12"56.
Il 12 agosto ai Giochi olimpici di Rio de Janeiro 2016, ha vinto la medaglia d'oro nei 10000 m piani, stabilendo il nuovo record mondiale della specialità con il tempo di 29'17"45. Una settimana dopo ha conquistato il bronzo nei 5000 m piani, giungendo alle spalle delle keniote Vivian Cheruiyot e Hellen Obiri.
Il 5 agosto 2017 ai Mondiali di Londra ha vinto la medaglia d'oro nei 10000 m piani con il tempo di 30'16"32 e un vantaggio di ben 46" sulla seconda classificata, la connazionale Tirunesh Dibaba.
Negli anni successivi rimane ferma per via di un serio infortunio ad entrambe le ginocchia e per la gravidanza.
Ritorna alle competizioni il 3 aprile 2022 arrivando quinta nella mezza maratona di Madrid.
Il 16 ottobre 2022 debutta nella maratona in occasione della Maratona di Amsterdam, vincendo, con il tempo di 2h17'20", precedendo la connazionale Genzebe Dibaba.
Il 3 dicembre 2023 arriva seconda alla maratona di Valencia, con il tempo di 2h16'22".

## Progressione

### 5000 metri piani
| Stagione | Tempo    | Luogo                       | Data      | Rank. Mond. |
| -------- | -------- | --------------------------- | --------- | ----------- |
| 2011     | 15'12"24 | Belém                       | 15-5-2011 |             |
| 2012     | 14'57"97 | Boudewijnstadion Bruxelles  | 7-9-2012  |             |
| 2013     | 14'25"84 | Stade de France Saint-Denis | 6-7-2013  |             |
| 2014     | 14'29"19 | Stade Louis II Monaco       | 18-7-2014 |             |
| 2015     | 14'14"32 | Shanghai Stadium Shangai    | 17-5-2015 |             |
| 2016     | 14'12"59 | Stadio Olimpico Roma        | 2-6-2016  |             |
| 2017     | 14'40"35 | Olympic Stadium Londra      | 13-8-2017 |             |
| 2022     | 14'32"17 | Bislett Stadion Oslo        | 16-6-2022 |             |

### 10000 metri piani
| Stagione | Tempo    | Luogo                           | Data      | Rank. Mond. |
| -------- | -------- | ------------------------------- | --------- | ----------- |
| 2016     | 29'17"45 | Estádio Olímpico Rio de Janeiro | 12-8-2016 |             |
| 2017     | 30'16"32 | Olympic Stadium Londra          | 5-8-2017  |             |
| 2022     | 30'48"48 | FBK Stadium Hengelo             | 6-6-2022  |             |

### Mezza maratona
| Stagione | Tempo    | Luogo     | Data       | Rank. Mond. |
| -------- | -------- | --------- | ---------- | ----------- |
| 2017     | 1h07'12" | New Delhi | 19-11-2017 |             |
| 2022     | 1h07'10" | Newcastle | 11-9-2022  |             |
| 2023     | 1h05'30" | Lisbona   | 12-3-2023  |             |

### Maratona
| Stagione | Tempo    | Luogo     | Data       | Rank. Mond. |
| -------- | -------- | --------- | ---------- | ----------- |
| 2022     | 2h17'20" | Amsterdam | 16-10-2022 |             |
| 2023     | 2h16'22" | Valencia  | 3-12-2023  |             |

## Palmarès
| Anno | Manifestazione      | Sede           | Evento        | Risultato | Prestazione | Note                                     |
| ---- | ------------------- | -------------- | ------------- | --------- | ----------- | ---------------------------------------- |
| 2010 | Mondiali U20        | Moncton        | 3000 m siepi  | 5ª        | 9'48"08     |                                          |
| 2013 | Mondiali            | Mosca          | 5000 m piani  | Bronzo    | 14'51"33    |                                          |
| 2014 | Campionati africani | Marrakech      | 5000 m piani  | Oro       | 15'32"72    | Record dei campionati                    |
| 2015 | Mondiali            | Pechino        | 5000 m piani  | Oro       | 14'26"83    | Record dei campionati                    |
| 2016 | Giochi olimpici     | Rio de Janeiro | 5000 m piani  | Bronzo    | 14'33"59    |                                          |
| 2016 | Giochi olimpici     | Rio de Janeiro | 10000 m piani | Oro       | 29'17"45    | Record mondiale                          |
| 2017 | Mondiali            | Londra         | 5000 m piani  | Argento   | 14'40"35    | Miglior prestazione personale stagionale |
| 2017 | Mondiali            | Londra         | 10000 m piani | Oro       | 30'16"32    | Miglior prestazione mondiale stagionale  |

## Campionati nazionali
2010
- Bronzo ai campionati etiopi, 3000 m siepi - 10'11"3

2011
- Argento ai campionati etiopi, 3000 m siepi - 10'15"65

2013
- Oro ai campionati etiopi, 3000 m siepi - 10'02"55

2014
- Oro ai campionati etiopi, 5000 m piani - 16'11"40

## Altre competizioni internazionali
2010
- Bronzo al Memorial Van Damme ( Bruxelles), 3000 m siepi - 9'22"51

2011
- Argento al Birmingham Grand Prix ( Birmingham), 3000 m siepi - 9'30"27

2014
- Oro in Coppa continentale ( Marrakech), 5000 m piani - 15'33"32

2015
- Oro allo Shanghai Golden Grand Prix ( Shanghai), 5000 m piani - 14'14"32

2016
- Oro al Golden Gala Pietro Mennea ( Roma), 5000 m piani - 14'12"59
- Vincitrice della Diamond League nella specialità dei 3000 / 5000 m piani (50 punti)

2017
- Oro alla Mezza maratona di Delhi ( Nuova Delhi) - 1h07'12"

2019
- 18ª al Prefontaine Classic ( Eugene), 3000 m piani - 8'57"16

2022
- 5ª alla Mezza maratona di Madrid ( Madrid) - 1h08'22"
- 4ª ai Bislett Games ( Oslo), 5000 m piani - 14'32"17
- 7ª ai FBK Games ( Hengelo), 10000 m piani - 30'48"48
- Bronzo alla Great North Run, mezza maratona ( Newcastle) - 1h07'10"
- Oro alla Maratona di Amsterdam ( Amsterdam) - 2h17'20"

2023
- 7ª alla Maratona di Londra ( Londra) - 2h20'44"
- Argento alla Maratona di Valencia ( Valencia) - 2h16'22"
- Oro alla Mezza maratona di Lisbona ( Lisbona) - 1h05'30"
- Oro alla Mezza maratona di Delhi ( Nuova Delhi) - 1h07'58"

## Riconoscimenti
- Atleta mondiale dell'anno (2016)